# Miltochrista sanguinea
Miltochrista sanguinea là một loài bướm đêm thuộc phân họ Arctiinae, họ Erebidae.